# Hopkins Rides
Pour les articles homonymes, voir Hopkins.
 (août 2014).
Hopkins Rides Inc. est un constructeur d'attractions, spécialisé dans les attractions aquatiques, implanté à Palm City, en Floride.
La société a été rachetée en mai 2001 par Reverchon Industries, puis en 2012 par White Water West Industries.

## Histoire
En 1962, O.D. Hopkins fonde Hopkins Engineering, une société installant des remontées mécaniques dans le New Jersey. Lorsque son concurrent, Universal Design Ltd, cesse de fabriquer des remontées mécaniques, Hopkins récupère leurs anciens clients.
En 1971, le nom de la société devient Hopkins Associates Inc. En 1979, la compagnie est contactée par Paul Rodas, propriétaire du Wonderland Park, au Texas, pour fabriquer une glissoire hydraulique. Le succès incite Hopkins à se spécialiser dans les attractions aquatiques.
Au début des années 2000, à la suite d'une procédure de banqueroute, l'entreprise est réorganisée et devient Hopkins Rides, LLC. Pendant un temps, elle sera partenaire du français Reverchon Industries.

## Réalisations
(mars 2011).

Liste des parcs possédant des réalisations de cette entreprise (source : site officiel).

### Afrique
Un parc possédant des réalisations de cette entreprise se trouve en  Afrique du Sud : le Ratanga Junction.

### Amérique
| Nom                      | Type                      | Année       | Nom du parc                     | Pays - État                   |
| ------------------------ | ------------------------- | ----------- | ------------------------------- | ----------------------------- |
|                          |                           |             | Canada's Wonderland             | Canada                        |
| Sawmill River Flume      | Bûches                    | 1981 à 1989 | Crystal Beach Park (en)         | Canada                        |
| Dragon                   | Montagnes russes en métal | 1991        | Adventureland                   | États-Unis - Iowa             |
| Splash Mountain          | Bûches                    | 1989        | Disneyland                      | États-Unis - Californie       |
| Splash Mountain          | Bûches                    | 1992        | Magic Kingdom                   | États-Unis - Floride          |
| Boston Tea Party         | Shoot the Chute           | 1998        | Canobie Lake Park               | États-Unis - New Hampshire    |
| Policy Pond Saw Mill     | Bûches                    |             | Canobie Lake Park               | États-Unis - New Hampshire    |
| White Wate Falls         | Shoot the Chute           | 1996        | Carowinds                       | États-Unis - Caroline du Nord |
| Desert Storm             | Looping Coaster           | 1992        | Castle Amusement                | États-Unis - Californie       |
| Patriot                  | Montagnes russes en métal | 1992        | Castles-n-Coasters              | États-Unis - Arizona          |
| Splashdown               | Bûches                    |             | Castles-n-Coasters              | États-Unis - Arizona          |
| Rocky Mountain Rapids    | Bûches                    |             | Cliff's Amusement Park (en)     | États-Unis - Nouveau-Mexique  |
| Shipwreck Falls          | Shoot the Chute           | 2002        | Six Flags Darien Lake           | États-Unis - Nouveau-Mexique  |
| Daredevils Falls         | Bûches                    | 1998        | Dollywood                       | États-Unis - Tennessee        |
| Shipwreck Falls          | Shoot the Chute           | 1997        | Elitch Gardens                  | États-Unis - Colorado         |
| Renegade Rapids          | Rivière rapide en bouées  | 1985        | Frontier City                   | États-Unis - Oklahoma         |
| Thunder Falls Log Flume  | Bûches                    | 1984        | Funtown Splashtown USA          | États-Unis - Maine            |
| Shipwreck Falls          | Shoot the Chute           | 2000        | Geauga Lake                     | États-Unis - Ohio             |
| Cliff Hanger             | Montagnes russes en métal | 2002        | Ghost Town in the Sky           | États-Unis - Caroline du Nord |
| Tidal Force              | Shoot the Chute           | 1994        | Hersheypark                     | États-Unis - Pennsylvanie     |
| Frightfull Falls         | Bûches                    | 1984        | Holiday World                   | États-Unis - Indiana          |
| Raging Rapids            | Rivière rapide en bouées  | 1990        | Holiday World                   | États-Unis - Indiana          |
| Skyride                  | Téléphérique              |             | Joyland Amusement Park (en)     | États-Unis - Kansas           |
| The Log Jam              | Bûches                    |             | Joyland Amusement Park (en)     | États-Unis - Kansas           |
| Pittsburg Plunge         | Shoot the Chute           | 1995        | Kennywood                       | États-Unis - Pennsylvanie     |
| Flume                    | Bûches                    | 1990        | Knoebels                        | États-Unis - Pennsylvanie     |
| Skloosh!                 | Bûches                    | 1997        | Knoebels                        | États-Unis - Pennsylvanie     |
| Logger's Run             | Bûches                    | 1976        | Knott's Great America           | États-Unis - Pennsylvanie     |
| Thunder Rapids Raft Ride | Rivière rapide en bouées  | 1997        | Lake Compounce                  | États-Unis - Connecticut      |
| Old No.2 Logging Company | Bûches                    |             | Magic Springs and Crystal Falls | États-Unis - Minnesota        |
| Paul Bunyan's Log Chute  | Bûches                    |             | Mall of America                 | États-Unis - Minnesota        |
| Adventure Falls          | Shoot the Chute           | 1995        | Michigan's Adventure            | États-Unis - Michigan         |
| Zoom Phloom              | Bûches                    | 1985        | Morey's Piers                   | États-Unis - New Jersey       |
| Santa's Skyway Sleigh    | Monorail                  |             | Santa's Village                 | États-Unis - New Hampshire    |
| Yule Log Flume           | Bûches                    |             | Santa's Village                 | États-Unis - New Hampshire    |
| Rio Loco                 | Rivière rapide en bouées  | 1995        | SeaWorld San Antonio            | États-Unis - Texas            |
| Thunder Canyon           | Rivière rapide en bouées  | 1993        | Silverwood Theme Park           | États-Unis - Indian           |
| Renegade Rapids          | Rivière rapide en bouées  |             | Six Flags America               | États-Unis - Maryland         |
| Shipwreck Falls          | Shoot the Chute           |             | Six Flags America               | États-Unis - Maryland         |
| Tidal Wave               | Shoot the Chute           | 2005        | Six Flags Astroworld            | États-Unis - Texas            |
| Bugs' White Water Rapids | Bûches                    | 1998        | Six Flags Fiesta Texas          | États-Unis - Texas            |
|                          |                           |             | Six Flags Great Adventure       | États-Unis - New Jersey       |
| Splashwater Falls        | Shoot the Chute           | 1986        | Six Flags Great America         | États-Unis - Illinois         |
| Mile High Falls'         | Shoot the Chute           | 1994        | Kentucky Kingdom                | États-Unis - Kentucky         |
| Blizzard River           | Rivière rapide en bouées  | 1999        | Six Flags New England           | États-Unis - Massachusetts    |
| Spillway Splashout       | Shoot the Chute           | 2005        | Six Flags New Orleans           | États-Unis - Louisiane        |
| Splashwater Falls        | Shoot the Chute           | 1986        | Six Flags Over Georgia          | États-Unis - Géorgie          |
| Aquaman Splashdown       | Bûches                    | 1987        | Six Flags Over Texas            | États-Unis - Texas            |
| Roaring Rapids           | Rivière rapide en bouées  | 1983        | Six Flags Over Texas            | États-Unis - Texas            |
| Splashwater Falls        | Shoot the Chute           |             | Six Flags Over Texas            | États-Unis - Texas            |
| Tidal Wave               | Shoot the Chute           | 1991        | Six Flags St. Louis             | États-Unis - Missouri         |
| Bamboo Chutes            | Bûches                    |             | Story Land                      | États-Unis - New Hampshire    |
| Ice Burg Coaster         | Montagnes russes en métal | 1986        | Story Land                      | États-Unis - New Hampshire    |
| Polar Coaster            | Montagnes russes en métal | 1987        | Story Land                      | États-Unis - New Hampshire    |
|                          |                           |             | Valleyfair                      | États-Unis - Minnesota        |
| Sky Ride                 | Téléphérique              | 1978        | Waldameer Park                  | États-Unis - Pennsylvanie     |
| Thunder River            | Bûches                    | 1996        | Waldameer Park                  | États-Unis - Pennsylvanie     |
| Blackfoot Falls          | Shoot the Chute           |             | Wild Adventures                 | États-Unis - Géorgie          |
| Prairie Plunge           | Bûches                    | 2007        | Wild West World                 | États-Unis - Kansas           |
| Log Flume                | Bûches                    |             | Wonderland Park                 | États-Unis - Texas            |
| Rattle Snake River       | Rivière rapide en bouées  |             | Wonderland Park                 | États-Unis - Texas            |
| Shoot-The-Chutes         | Shoot the Chute           |             | Wonderland Park                 | États-Unis - Texas            |
| Texas Tornado            | Montagnes russes en métal | 1985        | Wonderland Park                 | États-Unis - Texas            |
|                          |                           |             | Six Flags Mexico                | Mexique                       |

### Asie
Hopkins Rides, LLC a installé des attractions dans de nombreux parcs en Asie :
- En  Chine : à Guilin Golf Country World, Happy Valley, Qingdao Beer City ;
- En  Indonésie : à Bali Festival Park ;
- Au  Japon : à Fujikyu Highland Park, Kijima Korakuen, Kobe PortopiaLand, Misaki Park, Mitsui Greenland, Nagashima Spa Land - Shoot the Chute, Pal-Pal Amusement Park, Space World, Tokyo Disneyland - Splash Mountain - Bûches ;
- En  Malaisie : au The Mines Resort ;
- Aux  Philippines : à Enchanted Kingdom ;
- En  Thaïlande : au Magicland, Bangkok.

### Europe
| Nom             | Type            | Année | Nom du parc   | Pays        |
| --------------- | --------------- | ----- | ------------- | ----------- |
| Lost River Ride | Shoot the Chute | 2004  | Flamingo Land | Royaume-Uni |
| Menhir Express  | Bûches          | 1995  | Parc Astérix  | France      |
| Niagara         | Shoot the Chute | 1999  | Mirabilandia  | Italie      |
| Splash          | Shoot the Chute | 1992  | Duinrell      | Pays-Bas    |
| Tidal Wave      | Shoot the Chute | 2000  | Thorpe Park   | Royaume-Uni |

### Océanie
En  Australie, le Warner Bros. Movie World Australia possède des réalisations de cette entreprise.

### Proche-Orient
Aux Émirats arabes unis : le Wonder Land Family Fun Park.